# 검은안테키누스
검은안테키누스(Antechinus swainsonii)는 오스트레일리아에서 발견되는 작은 육식성 유대류의 일종이다. 스웨인슨안테키누스로도 불린다.

## 분류
검은안테키누스는 1840년 영국인 박물학자 워터하우스(George Robert Waterhouse)가 안테키누스속 종으로는 두번째로 기술했다. 학명은 동물학자 겸 화가 스웨인슨(William John Swainson)을 기리는 의미로 지었다.
3종의 아종이 알려져 있다.
- A. s. swainsonii - 테즈메이니아 주
- A. s. insulanus - 빅토리아주 그램피언스 국립공원
- A. s. mimetes - 퀸즐랜드주 남부-동부부터 뉴사우스웨일스주 동부를 거쳐 빅토리아 주 남부-서부에 분포